# Catostomus insignis
Catostomus insignis е вид лъчеперка от семейство Catostomidae. Видът не е застрашен от изчезване.

## Разпространение
Разпространен е в Мексико и САЩ.

## Описание
На дължина достигат до 80 cm.